# Juan Pujol Pagés
Juan Pujol Pagés (Tarrasa, 28 de mayo de 1952) es un antiguo ciclista profesional español, padre del también exciclista profesional y antiguo presentador de GCN en español, Òscar Pujol.

## Palmarés
1973
- 1 etapa del Trofeo Peugeot del Porvenir
- 3º en la Vuelta a Navarra

1975
- 1 etapa del Cinturón a Mallorca

1976
- G. P. Vizcaya

1978
- Gran Premio Nuestra Señora de Oro

1980
- 1 etapa de la Vuelta a Asturias

## Resultados en las grandes vueltas
| Carrera         | 1976 | 1977 | 1978 | 1979 | 1980 | 1981 | 1982 | 1983 | 1984 |
| --------------- | ---- | ---- | ---- | ---- | ---- | ---- | ---- | ---- | ---- |
| Giro de Italia  | 10º  | 34º  | -    | -    | -    | -    | 46.º | -    | -    |
| Tour de Francia | -    | -    | 32º  | -    | Ab.  | -    | -    | -    | -    |
| Vuelta a España | -    | -    | -    | 20º  | 24º  | 18º  | 26º  | 43.º | 18º  |
| Mundial en Ruta | -    | Ab.  | Ab.  | -    | -    | -    | -    | -    | -    |

-: no participa

Ab.: abandono